# Aserbajdsjansk Wikipedia
Aserbajdsjansk Wikipedia (aserbajdsjansk: Azərbaycanca Vikipediya, dansk: den aserbajdsjansksprogede Wikipedia) er den aserbajdsjansksprogede version af det verdensomspændende encyklopædi-projekt Wikipedia. Aserbajdsjansk Wikipedia blev lanceret i januar 2002.
Pr. fredag den 28. marts 2025 har den azerbeidzjansksprogede Wikipedia 202.998 artikler, 554 aktive bidragydere og 13 administratorer.